# ام کلثوم بنت علی
ام کلثوم، دختر علی بن ابی‌طالب و فاطمه زهرا؛ خواهر زینب، حسن بن علی و حسین بن علی است. او در واقعه کربلا از آغاز تا پایان حضور داشت. زادروزش در سال ششم هجری و مرگش چهار ماه و ده روز پس از بازگشت از شام و در مدینه اتفاق افتاد.

## ازدواج
عمر بن خطاب به‌دنبال این بود که علی، پسر عموی پیامبر را به خود نزدیکتر کند. او به‌طور منظم با علی به همراه سایر صحابه اولیه پیامبر مشورت می‌کرد و بر ازدواج با ام کلثوم دختر علی و نوه پیامبر اصرار می‌کرد. ام کلثوم، که در آن زمان طفلی بود با این ازدواج مخالفت کرده بود که دلیل آن محتملاً، شهرت عمر در برخورد خشن و بی‌ادبانه با زنان خود بود. علی خودش نسبت به این ازدواج بی علاقه بود اما سرانجام بعد از حمایت علنی مهاجرین و انصار از این ازدواج، علی تسلیم شد. در ازای این ازدواج علی از عمر خواست تا اراضی ینبع در نزدیک کوه رضواء را به او ببخشد. عمر اراضی ینبع را به علی بخشید و این زمین‌ها بعدها به فرزندان حسن بن علی رسید. ویلفرد مادلونگ از دلایل دیگر علاقه عمر به ازدواج با ام کلثوم، نوه محمد را، رسیدن به سطح اجتماعی کسانی مانند عثمان می‌دانست؛ زیرا برخلاف عثمان که با دو دختر محمد ازدواج کرد. محمد هیچ‌کدام از دخترانش را به ازدواج عمر و ابوبکر درنیاورده بود. هرچند دختران آن‌ها را به همسری گرفته بود. آلفرد گیوم می‌گوید که فرزندان حاصل ازدواج عمر و ام کلثوم، زید و دختری (که نامش برای ما ناشناخته است) است.
در منابعی مانند تاریخ طبری نیز ازدواج عمر بن خطاب با ام کلثوم دختر علی ذکر شده است. همچنین شیخ مفید در الارشاد به این ازدواج تصریح داشته است.
سید حسین نصر نیز در دانشنامه بریتانیکا ازدواج عمر بن خطاب و ام کلثوم را تأیید می‌کند. و ادعا می‌کند ام‌کلثوم پس از مرگ عمر با عون بن جعفر پسر جعفر بن ابی‌طالب ازدواج کرد اما وی زود درگذشت و ام‌کلثوم با محمد بن جعفر طیار پسر دیگر جعفر ازدواج کرد.
با تمام این تفاسیر برخی از علمای شیعیان ازدواج ام‌کلثوم با عمر را رد می‌کنند. موضوع ازدواج را شیخ مفید با تکیه بر اینکه راوی ماجرا، یعنی زبیر بن بکار با آل علی دشمنی داشته است رد می‌کند و ذکر می‌کند آن کسی که عمر با او ازدواج کرده بوده است ام‌کلثوم بنت ابوبکر بوده است که پس از مرگ عمر به خانه علی آورده می‌شود.

## درگذشت
پیرامون تاریخ وفات وی اختلاف است. برخی وفات وی رادر حدود سال ۵۰ هجری دانسته‌اند و برخی مانند سید محسن امین درگذشت وی را قبل از سال ۵۴ هجری در مدینه دانسته و مؤلف اعلام النسا درگذشت وی را چهار ماه پس از بازگشت کاروان اسرای کربلا از شام دانسته است.